# Campeonato Mundial de Halterofilismo de 2015 - Mais de 75 kg feminino
A categoria mais de 75 kg feminino foi um evento do Campeonato Mundial de Halterofilismo de 2015, disputado no Centro de Convenções George R. Brown, em Houston, nos Estados Unidos, entre 27 e 28 de novembro de 2015. 

## Calendário
Horário local (UTC-6) 
| Dia            | Horário | Fase    |
| -------------- | ------- | ------- |
| 27 de novembro | 19:25   | Grupo C |
| 28 de novembro | 12:00   | Grupo B |
| 28 de novembro | 17:25   | Grupo A |

## Medalhistas
| Evento    | Ouro                    | Ouro   | Prata             | Prata  | Bronze                       | Bronze |
| --------- | ----------------------- | ------ | ----------------- | ------ | ---------------------------- | ------ |
| Arranque  | Tatiana Kashirina (RUS) | 148 kg | Meng Suping (CHN) | 145 kg | Chitchanok Pulsabsakul (THA) | 136 kg |
| Arremesso | Tatiana Kashirina (RUS) | 185 kg | Meng Suping (CHN) | 180 kg | Kim Kuk-hyang (PRK)          | 168 kg |
| Total     | Tatiana Kashirina (RUS) | 333 kg | Meng Suping (CHN) | 325 kg | Kim Kuk-hyang (PRK)          | 298 kg |

## Recordes
Antes desta competição, o recorde mundial da prova era o seguinte:
| Recorde         | Tipo      | Atleta                  | Peso   | Local  | Data                   |
| Recorde Mundial | Arranque  | Tatiana Kashirina (RUS) | 155 kg | Almaty | 16 de novembro de 2014 |
| Recorde Mundial | Arremesso | Tatiana Kashirina (RUS) | 193 kg | Almaty | 16 de novembro de 2014 |
| Recorde Mundial | Total     | Tatiana Kashirina (RUS) | 348 kg | Almaty | 16 de novembro de 2014 |

## Resultado
Os resultados foram os seguintes. 
| Pos.              | Atleta                        | Grupo | Peso   | Arranque (kg) | Arranque (kg) | Arranque (kg) | Arranque (kg)     | Arremesso (kg) | Arremesso (kg) | Arremesso (kg) | Arremesso (kg)    | Total |
| Pos.              | Atleta                        | Grupo | Peso   | 1             | 2             | 3             | Resultado         | 1              | 2              | 3              | Resultado         | Total |
| ----------------- | ----------------------------- | ----- | ------ | ------------- | ------------- | ------------- | ----------------- | -------------- | -------------- | -------------- | ----------------- | ----- |
| Medalha de ouro   | Tatiana Kashirina (RUS)       | A     | 108.19 | 143           | 148           | 152           | Medalha de ouro   | 185            | 185            | 191            | Medalha de ouro   | 333   |
| Medalha de prata  | Meng Suping (CHN)             | A     | 120.87 | 135           | 140           | 145           | Medalha de prata  | 180            | 190            | 190            | Medalha de prata  | 325   |
| Medalha de bronze | Kim Kuk-hyang (PRK)           | A     | 97.48  | 125           | 125           | 130           | 5                 | 162            | 166            | 168            | Medalha de bronze | 298   |
| 4                 | Chitchanok Pulsabsakul (THA)  | A     | 123.19 | 127           | 132           | 136           | Medalha de bronze | 156            | 160            | 163            | 5                 | 296   |
| 5                 | Nadezhda Nogay (KAZ)          | A     | 97.70  | 126           | 131           | 135           | 4                 | 155            | 161            | 165            | 4                 | 292   |
| 6                 | Sarah Robles (USA)            | A     | 148.01 | 118           | 122           | 127           | 6                 | 152            | 157            | 162            | 6                 | 279   |
| 7                 | Son Young-hee (KOR)           | A     | 108.89 | 110           | 115           | 118           | 10                | 155            | 163            | 163            | 7                 | 273   |
| 8                 | Alexandra Aborneva (KAZ)      | B     | 107.58 | 107           | 112           | 117           | 12                | 140            | 150            | 155            | 8                 | 267   |
| 9                 | Andreea Aanei (ROU)           | B     | 117.73 | 114           | 118           | 120           | 8                 | 137            | 143            | 146            | 12                | 266   |
| 10                | Shaimaa Khalaf (EGY)          | A     | 120.85 | 115           | 120           | 120           | 16                | 150            | 155            | 156            | 9                 | 265   |
| 11                | Naryury Pérez (VEN)           | B     | 99.85  | 108           | 112           | 115           | 14                | 141            | 146            | 149            | 10                | 264   |
| 12                | Anastasiia Hotfrid (GEO)      | B     | 89.60  | 113           | 118           | 121           | 7                 | 137            | 142            | 145            | 16                | 263   |
| 13                | Yaniuska Espinosa (VEN)       | B     | 112.79 | 110           | 115           | 117           | 13                | 141            | 146            | 151            | 11                | 263   |
| 14                | Anastasiya Lysenko (UKR)      | B     | 100.61 | 108           | 113           | 117           | 11                | 138            | 143            | 147            | 15                | 260   |
| 15                | Lee Hui-sol (KOR)             | A     | 116.19 | 110           | 115           | 120           | 15                | 145            | 148            | —              | 13                | 260   |
| 16                | Mariam Usman (NGR)            | A     | 125.85 | 110           | 115           | 120           | 17                | 145            | 145            | 145            | 14                | 260   |
| 17                | Tania Mascorro (MEX)          | B     | 106.31 | 113           | 116           | 119           | 9                 | 140            | 145            | 145            | 19                | 259   |
| 18                | Oliba Nieve (ECU)             | C     | 98.63  | 108           | 111           | 114           | 18                | 137            | 141            | 143            | 17                | 255   |
| 19                | Halima Abdelazim (EGY)        | C     | 123.97 | 106           | 110           | 112           | 21                | 130            | 138            | 141            | 18                | 251   |
| 20                | Yosra Dhieb (TUN)             | B     | 115.34 | 110           | 113           | 115           | 19                | 135            | 138            | 138            | 22                | 248   |
| 21                | Holley Mangold (USA)          | C     | 174.24 | 100           | 105           | 108           | 23                | 140            | 147            | 147            | 20                | 245   |
| 22                | Lisseth Ayoví (ECU)           | C     | 113.17 | 102           | 106           | 108           | 22                | 133            | 136            | 140            | 21                | 244   |
| 23                | Tracey Lambrechs (NZL)        | C     | 106.57 | 98            | 101           | 101           | 26                | 131            | 136            | 138            | 24                | 232   |
| 24                | Sabina Bagińska (POL)         | C     | 107.97 | 98            | 98            | 98            | 29                | 128            | 132            | 132            | 23                | 230   |
| 25                | Aleksandra Mierzejewska (POL) | C     | 131.08 | 98            | 102           | 103           | 24                | 123            | 123            | 127            | 26                | 230   |
| 26                | Anna Van Bellinghen (BEL)     | C     | 84.36  | 98            | 100           | 100           | 27                | 123            | 126            | 129            | 25                | 229   |
| 27                | Mercy Brown (GBR)             | C     | 89.61  | 101           | 105           | 105           | 25                | 121            | 123            | 126            | 27                | 227   |
| 28                | Jenna Myers (AUS)             | C     | 78.51  | 92            | 96            | 99            | 28                | 112            | 117            | 120            | 28                | 219   |
| 29                | Luisa Peters (COK)            | C     | 98.99  | 92            | 95            | 98            | 30                | 115            | 120            | 120            | 30                | 210   |
| 30                | Madeleine Yamechi (FRA)       | C     | 84.32  | 88            | 88            | 90            | 31                | 110            | 115            | 117            | 29                | 205   |
| 31                | Shalinee Valaydon (MRI)       | C     | 112.70 | 90            | 90            | 92            | 32                | 115            | 117            | 117            | 31                | 205   |
| —                 | Mami Shimamoto (JPN)          | B     | 102.26 | 106           | 110           | 110           | 20                | 137            | 137            | 137            | —                 | —     |
| DSQ               | Eftychia Ananiadou (GRE)      | B     | 91.64  | 110           | 113           | 115           | —                 | 130            | 135            | 138            | —                 | —     |
| DSQ               | Hripsime Khurshudyan (ARM)    | A     | 87.42  | 111           | 115           | 115           | —                 | 140            | 145            | 145            | —                 | —     |